# Lars Karlsson (ishockeyspelare född 1960)
Lars Karlsson, född 28 juni 1960, är en svensk före detta ishockeyspelare. Han är hockeyfostrad i Kiruna AIF innan han påbörjade elitseriespel med Leksands IF och senare IF Björklöven.
Han spelade 73 landskamper med Sveriges herrlandslag i ishockey, vilket bland annat resulterade i en världsmästartitel 1987 och en olympisk bronsmedalj 1988. Han mottog en kopia av Svenska Dagbladets guldmedalj 1987. Han är Stor grabb i ishockey nummer 143. Som spelare i TV-pucken utsågs han till bäste back i turneringen 1976 och mottog Lill-Strimmas stipendium.

## Klubbar
- Kiruna AIF 1976-1979 Division 1
- Leksands IF 1979-1984 Elitserien
- IF Björklöven 1984-1993 Elitserien/Division 1
- Lycksele SK 1993-1994 Division 2

### Fotnoter
1. ↑  ”Lars Karlsson's profile at Sports Reference.com”. Arkiverad från originalet den 24 augusti 2011. https://web.archive.org/web/20110824084943/http://www.sports-reference.com/olympics/athletes/ka/lars-karlsson-2.html. Läst 29 november 2012.